# George Uglow Pope

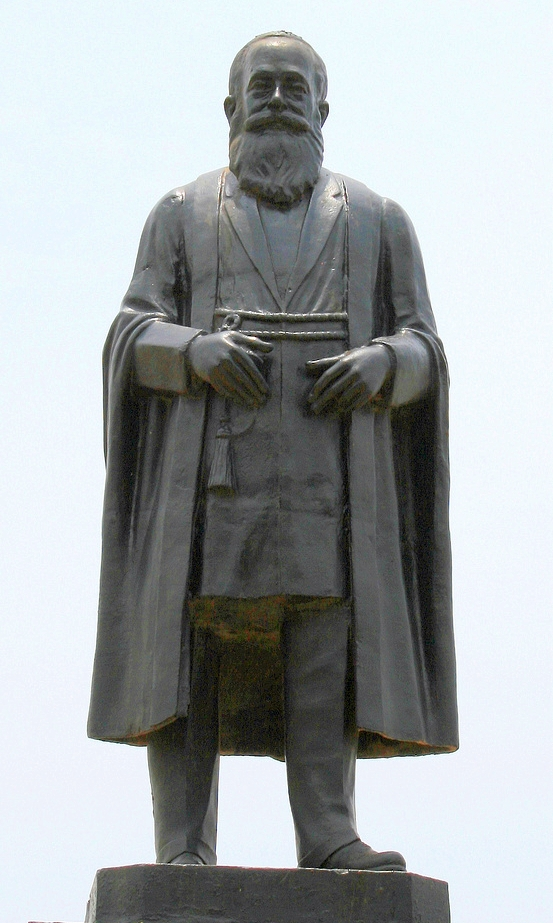
Statue von G. U. Pope an der Marina Beach in Triplicane, Chennai

George Uglow Pope (auch: Rev. G.U. Pope, G.U. Pope, Pope Iyer, * 24. April 1820, Bedeque, Kanada; 12. Februar 1908) war ein Missionar und Tamil-Forscher, der 40 Jahre in Tamil Nadu verbrachte und viele Texte ins Englische übersetzte. Bekannt sind vor allem seine Übersetzungen des Tirukkural und des Thiruvasagam. In seiner Zeit in Tamil Nadu fungierte er auch als Schulleiter der Bishop Cotton Boys’ School, Bangalore und wurde später Dozent am Balliol College, Oxford. Eine Statue an der Marina Beach in Chennai, die aus Spenden der Church of South India finanziert wurde, würdigt seine Leistungen für das Tamil.

## Leben
George Uglow Pope wurde am 24. April 1820 in Bedeque, Prince Edward Island in Kanada geboren. Schon seine Eltern waren Missionare. Sein Vater, John Pope (1791–1863) aus Padstow, Cornwall, war zunächst Händler und wurde dann Missionar. Zusammen mit Catherine Uglow (1797–1967) emigrierte er 1818 nach Prince Edward Island. Die Familie ging zunächst nach Nova Scotia, St. Vincent, bevor sie 1826 nach England zurückkehrte. George Uglow Popes jüngerer Bruder William Burt Pope (1822–1903) wurde ein bekannter Wesleyan-Methodistischer Prediger und Theologe.
Pope begab sich 1839 nach Südindien und ging zunächst nach Sayapuram bei Tuticorin. Schon als Teenager hatte er in England Tamil gelernt und vervollkommnete in Indien seine Kenntnisse in Tamil, Sanskrit und Telugu. Er gründete mehrere Schulen und unterrichtete Latein, Englisch, Hebräisch, Mathematik und Philosophie.
1849 kehrte Pope mit seiner zweiten Frau Henrietta Van Sommeran nach England zurück, wo er in Oxford mit führenden Persönlichkeiten der Oxfordbewegung wie zum Beispiel Kardinal Henry Edward Manning, Richard Chenevix Trench, Bischof Samuel Wilberforce, Bischof John Lonsdale, Edward Bouverie Pusey und John Keble in Beziehung kam. 1851 kehrte Pope noch einmal nach Indien zurück und arbeitete in Thanjavur, wo er an der St. Peter’s School unterrichtete, die der Lutherische Pionier-Missionar Christian Friedrich Schwartz gegründet hatte. Dort unterrichtete er sechs Jahre lang.
Am 1. September 1886 vollendete er seine Übersetzung des Tirukkural. Sein Sacred Kural enthält eine Einführung, Grammatik, Übersetzung, Anmerkungen, ein Lexikon und eine Konkordanz. Darüber hinaus bietet es auch die englische Übersetzung von Francis Whyte Ellis und die lateinische Übersetzung von Constanzo Beschi (வீரமாமுனிவர்) mit 436 Seiten. Bis zum Februar 1893 übersetzte er das Naaladiyaar (நாலடியார்), ein Lehrbuch von moralischen Aussprüchen in Vierzeilern (வெண்பா), 400 in 40 Kapiteln. Jedes davon stammt, nach der tamilischen Tradition, von einem anderen Jaina-Asketen.
Sein Opus magnum, die Übersetzung des Tiruvachakam (திருவாசகம்), erschien 1900. Er selbst sagte darüber: „Ich datiere dies auf meinen 80. Geburtstag. Ich sehe, durch Aufzeichnungen, dass meine erste Unterrichtsstunde in Tamil 1837 stattfand. Das ist das Ende, so glaube ich, eines langen Lebens von Hingebung an das Studium des Tamil. Es ist nicht ohne tiefe Emotionen, dass ich damit mein literarisches Lebenswerk beschließe.“
George Uglow Pope war einer der Mitbegründer der Bishop Cotton Boys’ School in Bangalore und lange Zeit der Schulleiter. Außerdem diente er als erster Pastor der All Saints Church. In Ooty gründete er die Holy Trinity Church und eine Höhere Schule, die er von 1859 bis 1870 auch leitete. Heute ist in dem Gebäude die Government Arts School und das Stone House.
1906 erhielt er die begehrte Gold Medal der Royal Asiatic Society. Seine letzte Predigt hielt er am 26. Mai 1907 und starb am 12. Februar 1908 in Oxford. Begraben wurde er auf dem St Sepulchre’s Cemetery in Jericho (Oxford), England.

## Werke
- First lessons in Tamil: or a full introduction to the common dialect of that language, on the plan of Ollendorf and Arnold. Madras 1856.
- A Tamil hand-book: or full introduction to the common dialect of that language on the plan of Ollendorf and Arnold. Madras 1859.
- A handbook of the ordinary dialect of the Tamil language. London 1883 (4th edition, 3 volumes), Oxford 1904.
- A larger grammar of the Tamil language in both its dialects. Madras 1858.
- A text-book of Indian history; with geographical notes, genealogical tables, examination questions, and chronological, biographical, geographical, and general indexes. London, 1871 (1. ed), 1880 (3. ed.).
- திருவள்ளுவAR அருளிச்செய்த திருக்குறள் (Tiruvalluvar arulicceyta Tirrukkural). The ‘Sacred’ Kurral of Tiruvalluva-Nayanar. London 1886.
- முனிவர் அருளிச்செய்த நாலடியார் = The Naladiyar, or, Four hundred quatrains in Tamil. Oxford 1893.
- St. John in the Desert: an introduction and notes to Browning’s ‘a death in the desert’ . Oxford 1897.
- The Tiruvacagam; or, ‘Sacred utterances’ of the Tamil poet, saint, and sage Manikka-Vacagar: the Tamil text of the fifty-one poems, with English translation. Oxford 1900.
- A catalogue of the Tamil books in the library of the British Museum, London. 1909 (with L. D. Barnett).

## Zitate
Sein letzter Brief erwähnt Tiruvachagam:
My dear friend,

In the heart of this my last sermon, lie truths that harmonize with all that is best in Tiruvachagam and Siva-nyanam (Siva-gnana bodham).

I am very old.  May the Father bless you and yours.
Deutsch:
Mein lieber Freund,
im Herzen dieser meiner letzten Predigt liegen Wahrheiten, die all das harmonisch verbinden, was das Beste aus dem Tiruvachagam und Siva-nyanam ist.
Ich bin sehr alt. Möge der Vater Dich und die Deinen segnen.